# ماکوتانو
ماکوتانو روستایی در استان ریفت والی، کنیا می‌باشد.